# U svijetu bajki Ivane Brlić-Mažuranić
"U svijetu bajki Ivane Brlić-Mažuranić" je dječja književna i kulturna manifestacija koja se održava svake godine u Slavonskom Brodu, a traje tjedan dana.
Za taj tjedan se kaže da su brođanski ključevi u "dječjim rukama".
Održava se svake godine na dne rođenja najveće hrvatske dječje spisateljice Ivane Brlić-Mažuranić, 18. travnja, po kojoj je ova manifestacija dobila i ime.
Počela je s održavanjem 1974.
1990-ih godina postaje manifestacija koja svojim značajem se proširila na cijelu Hrvatsku, a to je osobito došlo do izražaja u poraću.
Sukladno tome, u programu ove manifestacije su i susreti djece iz stradalih hrvatskih gradova. 
U programu, ova manifestacija ima nekoliko dječjih radionica, među kojima je i kazališna radionica.